# Kosmos 132
Kosmos 132 (ros. Космос 132) – radziecki satelita rozpoznawczy; 43. statek serii Zenit-2 programu Zenit (37. statek na orbicie), którego konstrukcję oparto na załogowych kapsułach Wostok.